# Isochaeta ovalis
Isochaeta ovalis är en ringmaskart som beskrevs av Giesbrecht 1898. Isochaeta ovalis ingår i släktet Isochaeta och familjen glattmaskar. Inga underarter finns listade i Catalogue of Life.